# Acronicta prufferi
Acronicta prufferi là một loài bướm đêm trong họ Noctuidae.